# Emneth
Emneth – wieś w Anglii, w hrabstwie Norfolk, w dystrykcie King’s Lynn and West Norfolk. Leży 74 km na zachód od Norwich i 129 km na północ od Londynu.
W 2001 miejscowość liczyła 2466 mieszkańców.